# ミール (称号)
ミール（Mir）は、軍司令官を意味するアラビア語のアミール（エミール）から派生した語である。

## 概要
ミールの語はペルシア語、シンド語、ベンガリー語、バローチー語のイスラーム教国で採用された。また、イラン、パキスタン、バングラデシュ、アフガニスタンの部族やグループの長の称号として採用された。
バハーワルプルではアミールは君主の称号であり、バルーチスターンのミールはサルダールの子弟の称号であった。また、サイイドの息子もしばしばミールの称号を持った。
ヒンドゥーの国では、ミール・ムンシー、ミール・ウムラーオという称号があったが、これらはアミーリ・ムンシー（秘書の司令官）、アミールル・ウマラー（軍総司令官）が現地で転用された形である。
オスマン帝国では、ペルシア語のミーリ・ミーラーンに対応する語としてベイレルベイの称号が取られたが、これはアラビア語のアミールル・ウマラーに相当する語である。